# Vajszló, Baranya
Vajszló este un sat în districtul Sellye, județul Baranya, Ungaria, având o populație de 1.890 de locuitori (2011). 

## Demografie
Componența etnică a satului Vajszló
     Maghiari (91,6%)
     Romi (5,47%)
     Croați (1,68%)
     Necunoscut (0,33%)
     Alții (0,92%)
Componența confesională a satului Vajszló
     Romano-catolici (56,56%)
     Reformați (18,04%)
     Fără religie (8,52%)
     Necunoscută (16,35%)
     Alte religii (1,48%)
Conform recensământului din 2011, satul Vajszló avea 1.890 de locuitori. Din punct de vedere etnic, majoritatea locuitorilor (91,6%) erau maghiari, existând și minorități de romi (5,47%) și croați (1,68%). Apartenența etnică nu este cunoscută în cazul a 0,33% din locuitori.  Din punct de vedere confesional, majoritatea locuitorilor (56,56%) erau romano-catolici, existând și minorități de reformați (18,04%) și persoane fără religie (8,52%). Pentru 16,35% din locuitori nu este cunoscută apartenența confesională.